# Hylopetes platyurus
Hylopetes platyurus är en flygekorre som förekommer i Sydostasien. Populationen listades länge som synonym till gråkindad flygekorre men sedan början av 2000-talet är den godkänd som art.

## Utseende
Beroende på källa är kroppslängden (huvud och bål) 117 till 135 mm eller omkring 123 mm, svanslängden 118 till 120 mm eller omkring 111 mm och vikten cirka 43 g. Pälsen har på ovansidan en mörk gråbrun till svart färg med några rödaktiga fläckar. Undersidan är täckt av ljusbrun till vit päls med grå underull. Kännetecknande är vita kanter på flygmembranen, gråa kinder och en grå fläck på varje sida av svansens rot. Den yviga svansen är smal nära bålen, bred i mitten och spetsig vid slutet. Den har samma färg som bålens ovansida.

## Utbredning och habitat
Denna flygekorre förekommer på södra Malackahalvön och på Sumatra. Den hittas ofta i bergstrakter som kan vara upp till 1500 meter höga men den lever även i låglandet. Habitatet utgörs av städsegröna regnskogar, av odlingsmark och av trädgårdar.

## Ekologi och status
Individerna är främst nattaktiva och äter frön, frukter, blad och insekter. För fortplantningen används ofta ett näste som skapades av en fågel. Allmänt antas vara levnadssättet lika som hos andra släktmedlemmar.
Arten hotas i viss mån av habitatförstöring. IUCN efterfrågar mer forskning angående avgränsningen mot gråkindad flygekorre och listar Hylopetes platyurus med kunskapsbrist (DD).